# Górki (Łowicz)
Górki (dawn. Zagórskie Górki) – dawna wieś, od 1954 zachodnia część miasta Łowicza obejmująca swym zasięgiem tereny w rejonie ulicy Łęczyckiej. Od zachodu graniczy ze wsią Jastrzębia.

## Historia
Dawniej samodzielna miejscowość. Od 1867 w gminie Dąbkowice. W okresie międzywojennym należały do powiatu łowickiego w woj. warszawskim. 20 października 1933 utworzono gromadę Zagórze w granicach gminy Dąbkowice, składającą się ze wsi Zagórze i Zagórskie Górki.  1 kwietnia 1939 wraz z całym powiatem łowickim przeniesione do woj. łódzkiego.
Podczas II wojny światowej w Generalnym Gubernatorstwie, w powiecie Lowitsch w dystrykcie warszawskim. W 1943 wraz z Zagórzem liczyły 761 mieszkańców.
Po wojnie powróciły do powiatu łowickiego w województwie łódzkim, nadal jako składowa gromady Zagórze, jednej z 22 gromad gminy Dąbkowice. 21 września 1953 gminę Dąbkowice przemianowano na gminę Jamno.
W związku z reorganizacją administracji wiejskiej jesienią 1954, gromadę Zagórze (z Górkami) włączono do Łowicza.